# Banque Franck, Galland & Cie
Die Banque Franck, Galland & Cie SA war eine auf die Vermögensverwaltung spezialisierte Schweizer Privatbank mit Sitz in Genf. Sie ging 2003 aus dem Zusammenschluss der 1965 gegründeten Banque Franck SA in Genf und einem Teil der 1889 gegründeten Banque Galland & Cie S.A. in Lausanne hervor.
Die Banque Franck, Galland & Cie war bis 2011 eine hundertprozentige Tochtergesellschaft der US-amerikanischen Johnson Financial Group, die 1970 als Finanzsparte aus der S. C. Johnson & Son hervorgegangen ist. Das Bankhaus beschäftigte rund 90 Mitarbeiter und verwaltete per Ende 2008 knapp 3,4 Milliarden Schweizer Franken Kundenvermögen. Neben ihrem Hauptsitz in Genf verfügte die Bank über Niederlassungen in Lausanne, Neuchâtel und Nyon.

## Geschichte
Die Wurzeln des heutigen Bankinstituts reichen bis 1889, als Alfred Galland, ein britischer Konsul in Lausanne, eine Bank gründete. 1937 übernahm sein Sohn Maurice Galland die Bankleitung. Die 1941 in Banque Galland & Cie SA umbenannte Bank konzentrierte sich auf die Vermögensverwaltung für vorwiegend ausländische Kunden mit Wohnsitz in Lausanne. 1998 erwarb die Banque Cantonale Vaudoise (BCV) die Aktienmehrheit der Banque Galland & Cie und übernahm sie 2002 vollständig. Im November 2003 verkaufte die BCV die Private Banking Aktivitäten der Banque Galland & Cie an die Banque Franck SA, die auch 13 der 31 Mitarbeiter übernahm. Die übrigen Aktivitäten sowie die restlichen 18 Mitarbeiter wurden in die BCV integriert.
Die zum Zeitpunkt des Zusammenschlusses ungefähr gleich grosse Banque Franck wurde 1965 in Genf gegründet und wurde später eine Tochtergesellschaft der Johnson Financial Group.
Im Jahre 2010 übernahm die Banque Cantonal Vaudoise die Banque Franck, Galland & Cie.
Im April 2011 wurden dann die Privatbanken Franck Galland & Cie sowie Banque Piguet & Cie zu Piguet Galland & Cie fusioniert.